# Kazimierz Dziewanowski (działacz społeczny)
Kazimierz Dziewanowski (ur. 1879, zm. 27 stycznia 1942 w KL Dachau) – ziemianin, działacz społeczny i gospodarczy, starosta, członek Rady Związku Powiatów Rzeczypospolitej Polskiej w 1933 roku.

## Życiorys
Syn Kazimierza Dziewanowskiego, pierwszy starosta płocki po odzyskaniu przez Polskę niepodległości w 1918.
2 maja 1924 został odznaczony Krzyżem Kawalerskim Orderu Odrodzenia Polski „w uznaniu zasług, położonych dla Rzeczypospolitej Polskiej na polu pracy społecznej".
Aresztowany przez Gestapo w Grodkowie 24 lutego 1940. Po aresztowaniu był więziony w Płocku, potem w Działdowie, a następnie w obozie koncentracyjnym w Dachau, gdzie został zamordowany przez Niemców 27 stycznia 1942.
Był mężem Zofii z Chrzanowskich (1883–1954). Mieli siedmioro dzieci - synów: Kazimierza (zm. 1904) i Jerzego (zm. 1913), którzy zmarli w dzieciństwie, drugiego Kazimierza (1905–1939) i Stanisława (1908–1939), którzy zginęli w kampanii wrześniowej oraz Jana (1907–1989), Tadeusza (1911–1975) oraz córkę Halinę. Wnuk Kazimierz, był ambasadorem RP w Waszyngtonie w latach 1990–1993.